# Microstachys revoluta
Microstachys revoluta är en törelväxtart som först beskrevs av Ernst Heinrich Georg Ule, och fick sitt nu gällande namn av Hans-Joachim Esser. Microstachys revoluta ingår i släktet Microstachys och familjen törelväxter. Inga underarter finns listade i Catalogue of Life.